# Hamregården
Hamregården var en lägergård i Hornberga i Orsa kommun som bedrev lägerverksamhet mellan 1946 och 2018. Under skolloven hölls läger för ungdomar mellan cirka 12 och 17 år, företrädesvis från Uppsala. På sommaren hölls byggläger, och under övriga skollov hölls också läger.

## Allmänt
På Hamregården (Stiftelsen Hamregårdens pojk- och flickby) har läger för skolungdom anordnats sedan 1946, då pastor Olof "Hampan" Hambraeus grundade gården och drev gården mellan 1946 och 1992. Från 1992 fram till 2015 drevs lägerverksamheten och stiftelsen av direktor Klas Gunnarsson, och från 2015 och fram till gårdens verksamhet upphörde 2018 var Ulla Stenfelt Rosenson tf direktor.
Gården bestod av ett tjugotal stugor, byggda av ungdomar under sommarlägren. Den första stugan byggdes redan på 40-talet och fram till verksamheten lades ner byggdes det kontinuerligt på gården. På alla läger skötte ungdomar städning och matlagning, allt med krav på professionell standard. Avsikten var att ungdomarna skulle lära sig ta ansvar, samt stötta och hjälpa varandra.
Sammanlagt har över 10 000 personer varit på läger genom åren. Läger hölls ungefär 130 dagar per år, främst under skolloven. Ett läger kunde samla allt mellan 20 och 100 personer, de flesta mellan 11 och 20 år. Det fanns tre vuxna heltidsanställda som ansvarade för verksamheten.
Under vinterlägren ägnade man sig mest åt pulka, skidor, snowboardåkning och andra vinteraktiviteter. Under våren, sommaren och hösten byggdes det vidare på gården och man reparerade det som blivit slitet. Ibland åkte man på vildmarkssafari i Orsa finnmark eller badade i Orsasjön eller i gårdens inomhuspool.
Hamregården strävade alltid efter att vara en lugn plats där alla skulle känna sig välkomna. För många blev gården ett andra hem dit de återvände gång efter gång under hela sin skoltid. Var tionde deltagare var på fler än 10 läger. Några kom upp i över 50.
Hamregården präglades av två maximer: "Av var och en efter förmåga, åt var och en efter behov" och "Den som vill vara störst bland er skall vara de andras tjänare". I praktiken innebar detta att alla fick sådana uppgifter som de hade en rimlig möjlighet att klara av och att den som var snäll och hygglig mot de yngre blev ledare, fick ta mer ansvar men också göra de svåraste arbetsuppgifterna.
Hamregården finansierades till 2/3 av gåvor, resten av lägeravgifter som hölls så låga som möjligt. Skulle någon trots detta inte ha råd, beviljades denne nedsättning enligt principen att "ingen skall stanna hemma för pengarnas skull". Större delen av gåvorna kom från Stiftelsen Frimurare Barnhuset i Stockholm.
Hamregården hade en självantagen "Nationalsång kallad "Hamrevisan", som ofta sjöngs vid lägrets sista måltid.
Många kända personer har givit stöd till Hamregården bland annat: Rolf Gohs, Arthur Raab (som fått en stuga uppkallad efter sig själv och sin fru, Lisa), John Cullberg, Harry Sahlin och Anders Diös.
Lägerverksamheten på Hamregården upphörde under 2018.